# Мартін Кутшер
Мартін Кутшер (9 грудня 1984) — уругвайський плавець.
Учасник Олімпійських Ігор 2004, 2008 років.